# Porciones
Porciones es un núcleo de población disperso del municipio de Moraleja, en la provincia de Cáceres, Comunidad Autónoma de Extremadura (España). Se encuentra en la vega del río Arrago. Sus habitantes se dedican exclusivamente a las faenas agrícolas. Es zona de regadío.
- Datos: Q6082881